# Bob McLeod (stripauteur)

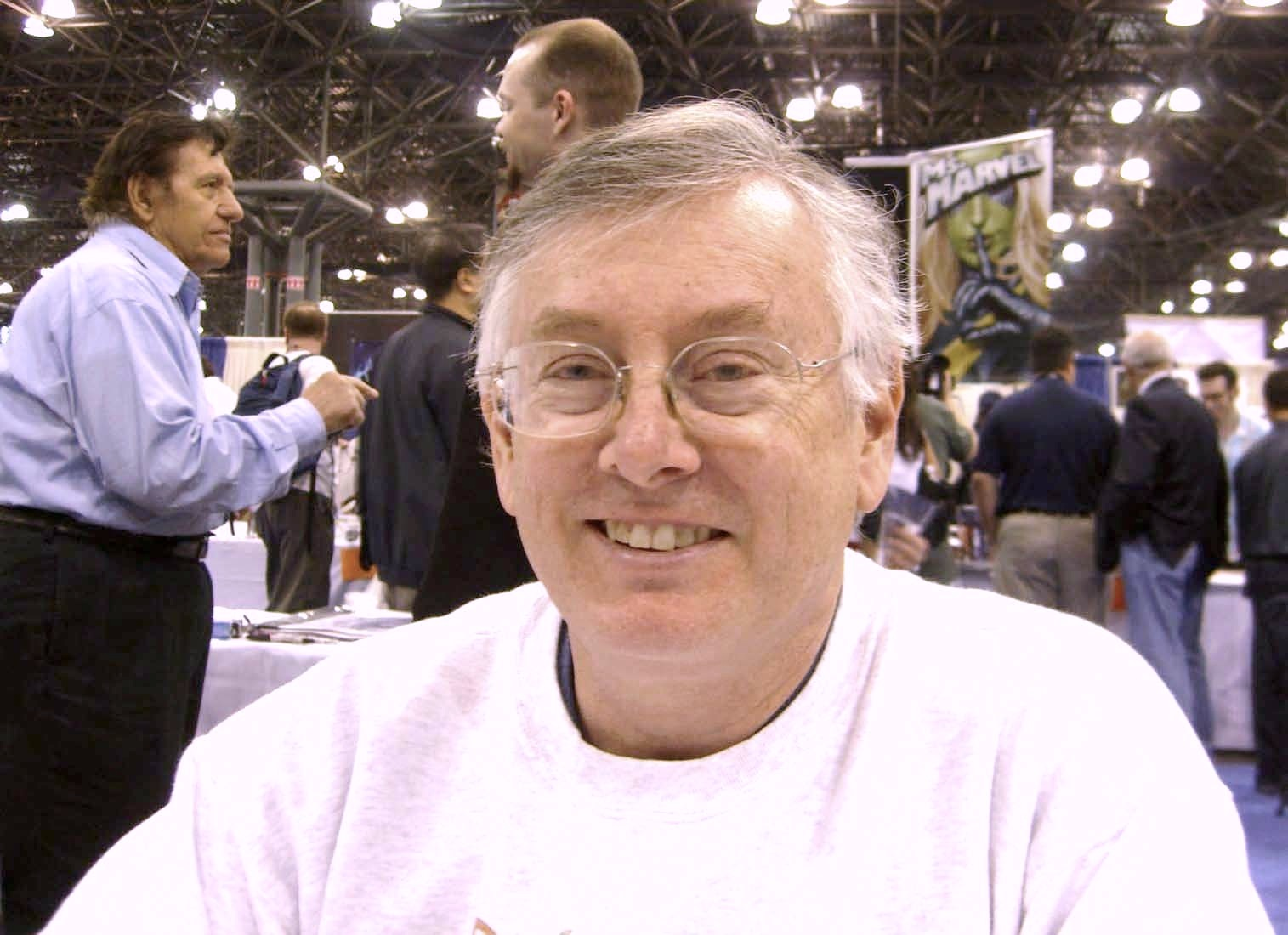
Bob McLeod (2008)

Bob McLeod (Tampa, 9 augustus 1951) is een Amerikaans stripauteur die onder meer werkte bij Marvel Comics aan de serie New Mutants, samen met schrijver Chris Claremont.
McLeod tekende de eerste drie delen van deze serie. Daarnaast kleurde hij een aantal afzonderlijke striptitels, waaronder Mike Zecks Kraven's Last Hunt verhaallijn in drie Spider-Man-strips. McLeod werkte mee aan verschillende delen van de serie The Phantom voor de Europese stripmarkt.
- Biblioteca Nacional de España: XX1186063
- Bibliothèque nationale de France: cb126981178 (data)
- International Standard Name Identifier: 0000 0000 3290 1509
- Library of Congress Control Number: n90636345
- Nationale Bibliotheek van Tsjechië: xx0111248
- Nederlandse Thesaurus van Auteursnamen: 068905874
- Système universitaire de documentation: 183964802
- Museum of New Zealand Te Papa Tongarewa: 45552
- Virtual International Authority File: 23758806
- WorldCat: E39PBJmTvQqFJyKm9BCPDJcByd